# Nicu Popescu
Nicolae (Nicu) Popescu (n. 25 aprilie 1981, Chișinău) este un politolog, diplomat și autor din Republica Moldova care a deținut funcția de ministru al Afacerilor Externe și Integrării Europene al Republicii Moldova în Guvernul Dorin Recean. A fost ministru de externe și în guvernele Maia Sandu (2019) și Natalia Gavrilița (2022–2023).

## Biografie
Popescu este licențiat în Științe Politice, Relații Internaționale, Universitatea de Stat de Relații Internaționale din Moscova, Rusia. Acesta deține un master în Relații Internaționale și Studii Europene, CEU, Budapesta, Ungaria și este doctor în Științe Politice, Departamentul Relații Internaționale și Studii Europene, Universitatea Central Europeană (CEU), Budapesta, Ungaria. 
Nicu Popescu a activat la Consiliul European pentru Relații Externe, Biroul din Paris. Popescu a activat și în calitate de consilier pe probleme de politică externă și integrare europeană în Guvernul Filat. Este autor al mai multor publicații și cercetări care vizează politica externă și țările aflate în zone de conflict. 
Din 2015 este membru al consiliului programului Eurasia al Fundației pentru o Societate Deschisă din New York.
Ministerul Afacerilor Externe și Integrării Europene, condus de către Nicu Popescu a condamnat din primele ore războiul pornit de Federația Rusă împotriva Ucrainei. Începând cu Februarie 2022, Popescu a contribuit la gestionarea mai multor crize generate de războiul din Ucraina: criza refugiaților, criza energetica etc. 
Sub mandatul acestuia, la 23 iunie 2022, Republica Moldova a obținut statutul de țară candidat la aderarea la UE. 
În ultimul an (2022-2023), Ministrul Popescu a reușit să relanseze relațiile bilaterale cu România la un nou nivel, astfel încât datorită inclusiv sprijinului diplomatic al țării vecine, la Chișinău au fost lansate noi proiecte europene. Printre acestea sunt Misiunea de Parteneriat a UE, Instrumentul European pentru Pace care contribuie la consolidarea capacităților armatei naționale a Republicii Moldova. Tot datorită lucrului comun cu România și alte state europene, UE a creat un nou mecanism de sancționare a acelor cetățeni care încearcă să destabilizeze ordinea publică de la Chișinău.
Prin eforturi diplomatice comune cu fostul său omolog român, Bogdan Aurescu, s-a reușit eliminarea tarifelor la roaming între Republica Moldova și România. Ulterior, datorită negocierilor diplomatice cu UE s-a decis eliminarea treptată a tarifelor de roaming cu UE, începând cu 1 ianuarie 2024.
Nicu Popescu a contribuit activ la organizarea celei de-a doua ediții a Summit-ului Comunității Politice Europene, care a avut loc în Moldova, la 1 iunie 2023. 

La 7 iunie 2023, Ministrul Afacerilor Externe și Integrării Europene Nicu Popescu a devenit membru al Consiliului prestigiosului think-tank European Council on Foreign Relations (ECFR), la invitația co-președinților acestei structuri-cheie. 